# Daphnella aureola
Daphnella aureola é uma espécie de gastrópode do gênero Daphnella, pertencente à família Raphitomidae.